# Jackie Brown (calciatore)
Jackie Brown (Belfast, 8 novembre 1914 – 1990) è stato un calciatore nordirlandese, di ruolo centrocampista.

## Carriera

### Club
Ha giocato nella massima serie del campionato inglese con Wolverhampton e Birmingham City.

### Nazionale
Ha giocato sia con la Nazionale irlandese IFA (poi divenuta Irlanda del Nord), sia con quella della Repubblica d'Irlanda (FAI).